# 立教神伝
金光教では、以下の神示を受けた日を立教の日とし、この神示を立教神伝（りっきょうしんでん）と称している。
安政6年（金光教祖 46歳、西暦1859年）10月21日の神示、このときの金光教祖の神号は金子大明神である。
その内容は
「この幣切り境に肥灰（農業）さしとめるから、その分に承知してくれ。外家業はいたし、農業へ出、人が願い出、呼びに来、もどり。願いがすみ、また農へ出、またも呼びに来。農業する間もなし、来た人も待ち、両方のさしつかえに相成り。なんと家業やめてくれんか。其方四十二歳の年には、病気で医師も手を放し、心配いたし、神仏願い、おかげで全快いたし。その時死んだと思うて欲を放して、天地金乃神を助けてくれ。家内も後家になったと思うてくれ。後家よりまし、もの言われ相談もなり。子供連れてぼとぼと農業しおってくれ。此方のように実意丁寧神信心いたしおる氏子が、世間になんぼうも難儀な氏子あり、取次ぎ助けてやってくれ。神も助かり、氏子も立ち行き。氏子あっての神、神あっての氏子、末々繁盛いたし、親にかかり子にかかり、あいよかけよで立ち行き」
である。
なお、太陽暦換算の11月15日に、金光教本部では立教記念式が行われている。